# Parti socialiste de France (guesdiste)
Pour les articles homonymes, voir Parti socialiste de France.
Le Parti socialiste de France (PSdF) était un parti politique socialiste français, actif de 1902 à 1905.

## Histoire
Le Parti socialiste de France est créé en septembre 1902, lors du congrès de Commentry par la fusion du Parti ouvrier français (POF), « marxiste », de Jules Guesde et du Parti socialiste révolutionnaire (PSR) « marxiste et blanquiste » d'Édouard Vaillant (qui comprenait en son sein l'Alliance communiste révolutionnaire).
Le processus de fusion entre le POF et le PSR, est amorcé à la suite de leur condamnation commune, lors du congrès des organisations socialistes tenu salle Wagram à Paris, le 28 septembre 1900, de la participation d'un ministre « socialiste » (Millerand) au gouvernement. Il se concrétise en novembre 1901 par la création formelle du Parti socialiste de France, « Unité socialiste révolutionnaire » (USR). Les mois suivants sont consacrés à la construction de l'unité sur le « terrain ».
Son organe, hebdomadaire, est Le Socialiste, ancien organe du POF.
Il tient congrès en septembre 1903 à Reims, avril 1904 à Lille et avril 1905 à Paris. En 1904, il annonce 16 000 membres. Lors des élections municipales de 1904 le PSdF perd 3 mairies (Lille, Bourges, Montluçon) et compte 59 conseils municipaux, dont Alfortville, Ivry-sur-Seine, Gentilly, Le Kremlin-Bicêtre dans le département de la Seine.
Le Parti socialiste de France constitue une étape dans l'unification des socialistes français, qui mènera en avril 1905 à la constitution de la Section française de l'Internationale ouvrière (SFIO) par fusion du Parti socialiste de France, du Parti socialiste français et du Parti ouvrier socialiste révolutionnaire.
Il est dirigé par une « Commission exécutive du Conseil national » de 15 membres, où siègent notamment : Jules Guesde, Édouard Vaillant, Bracke, Louis Dubreuilh, Arthur Groussier, Paul Lafargue, etc.